# Antoine Forqueray
Antoine Forqueray (ur. we wrześniu 1672 w Paryżu, zm. 28 czerwca 1745 w Mantes)  – francuski kompozytor późnego baroku.
Był królewskim kapelmistrzem, a także drugim obok Marina Marais najważniejszym francuskim gambistą na dworze Ludwika XIV. Jego synem był Jean-Baptiste-Antoine Forqueray, również kompozytor .

## Życiorys
Gdy był małym chłopcem, miał okazję zademonstrować Ludwikowi XIV swoje umiejętności w grze na viola da gamba. Król postanowił zainwestować w edukację muzyczną chłopca. W roku 1689 Forqueray został Musicien de la Chambre du Roy (muzykiem królewskim). Na dworze współpracowali z nim kompozytorzy, tacy jak klawesynista François Couperin czy gitarzysta Robert de Visée. Forqueray pozostał muzykiem królewskim do roku 1731, kiedy to pojechał do Mantes sur Seine (dziś Mantes-la-Jolie). Jego syn przejął stanowisko na dworze w 1742 roku.

## Twórczość
Większość dzieł Forqueraya nie została wydana. Syn wydał część z nich jako Pièces de Viole w 1747 roku. Styl Forqueraya był wzorowany na energicznym stylu włoskim, zamiast na delikatnym i introwertycznym, typowo francuskim, w którym celował Marin Marais, z tego powodu mówiono w Wersalu, że Marais grał jak "anioł" (comme un ange), a Forqueray jak "diabeł" (comme une diable)